# Kyselina fluorovodíková
Kyselina fluorovodíková je vodným roztokem fluorovodíku, který je za normální teploty bezbarvý, velmi toxický plyn. Roztok je bezbarvá, dýmající kapalina se silně leptavými účinky. Kyselina fluorovodíková patří mezi slabé kyseliny vzhledem k velké afinitě fluoru k vodíku, vzhledem k čemuž fluorovodík ve vodě neúplně disociuje:
HF + H2O ↔ F− + H3O+.
Rozpouští většinu oxidů kovů, i kovy samotné (s výjimkou zlata a kovů platinové skupiny) za vzniku solí. Soli kyseliny fluorovodíkové se nazývají fluoridy, např. fluorid sodný NaF, fluorid hlinitý AlF3. Nejvýznamnějším fluoridem je fluorid vápenatý neboli minerál fluorit (kazivec).

## Použití
Kyselina fluorovodíková je obvykle komerčně dodávaná ve dvou koncentracích, a to buď 40 %, nebo 70 %. Uchovává se v gutaperčových, polyvinylchloridových nebo polyethylenových nádobách. Používá se na leptání skla, protože reaguje s oxidem křemičitým podle rovnice:
SiO2 (s) + 6 HF (aq) → H2[SiF6] (aq) + 2 H2O (l)
za vzniku kyseliny hexafluorokřemičité.

## Účinky na zdraví
Kyselina fluorovodíková je velmi žíravá vůči všem tkáním. Silně leptá kůži, oči a zažívací ústrojí. Proniká přes kůži až ke kostem a způsobuje jejich dekalcifikaci. Žíravost je způsobena z větší míry iontem fluoru než vodíku.
Kyselina fluorovodíková o koncentraci 7% nebo vyšší je klasifikována jako vysoce toxická (T+), viz kupř. [nedostupný zdroj] (platné v celé EU).
Roztoky (do 20 %) mohou způsobovat závažná poleptání, která se projeví po až 24hodinovém bezpříznakovém období. Roztoky nad 40 % způsobují okamžitou bolest a poškození kůže. Pohlcení kyseliny přes kůži nebo trávicí ústrojí může způsobit závažnou hypokalcémii s tetanií a srdeční arytmií. Vdechování způsobuje plicní edém a bronchopneumonii. Poleptání je svými účinky podobné jako u zásad, tj. způsobuje kolikvační nekrózu (ostatní kyseliny způsobují koagulační nekrózu).
Byl hlášen smrtelný případ expozice 2,5 % povrchu těla bezvodému fluorovodíku po dobu 12 hodin. Smrt byla způsobena vážnou hypokalcémií. Jiný smrtelný případ byl u dvanáctihodinové expozice 9–10 % povrchu těla 70% kyselině fluorovodíkové.
U zvířat byla zjištěna inhalační smrtná koncentrace LC50 v hodnotě 4 970 ppm (potkan, 5 minut), 4 327 ppm (morče, 15 minut), 2 689 ppm (potkan, 15 minut), 2 042 ppm (potkan, 30 minut) nebo 1 307 ppm (potkan, 60 minut).